# Desa Cidahu (administrativ by i Indonesien, lat -6,53, long 107,75)
Desa Cidahu är en administrativ by i Indonesien.   Den ligger i provinsen Jawa Barat, i den västra delen av landet, 110 km öster om huvudstaden Jakarta.